# イスラマバード・マリオット・ホテル爆破テロ事件
イスラマバード・マリオット・ホテル爆破テロ事件は、2008年9月20日にイスラマバード・マリオット・ホテルで発生したテロ事件。

## 概要
パキスタンの首都イスラマバードの高級ホテル「イスラマバード・マリオット・ホテル」（5階建、258室）のゲート前で、爆薬を満載したトラックが爆発した。この事件で少なくとも54人が死亡し、266人が負傷した。この爆発でホテル敷地に幅20m、深さ6mのクレーターができた。
死傷者の多くはパキスタン人であったが、外国人も少なくとも5人が死亡、15人が負傷した。事件はザルダリ大統領が就任後初めての議会演説を行ったわずか数時間後に発生した。
このホテルは行政府や大使館などが集まるイスラマバード中心部に位置しており、諸外国の要人やパキスタンの上流階級も宿泊する最高級ホテルであった。
アメリカのホテル会社「マリオット・インターナショナル」の系列であることから以前から過激派の標的になっており、2007年にも自爆テロで犠牲者が出ていた。
なお、ホテルはその年の12月28日に営業を再開した。

## 事件発生

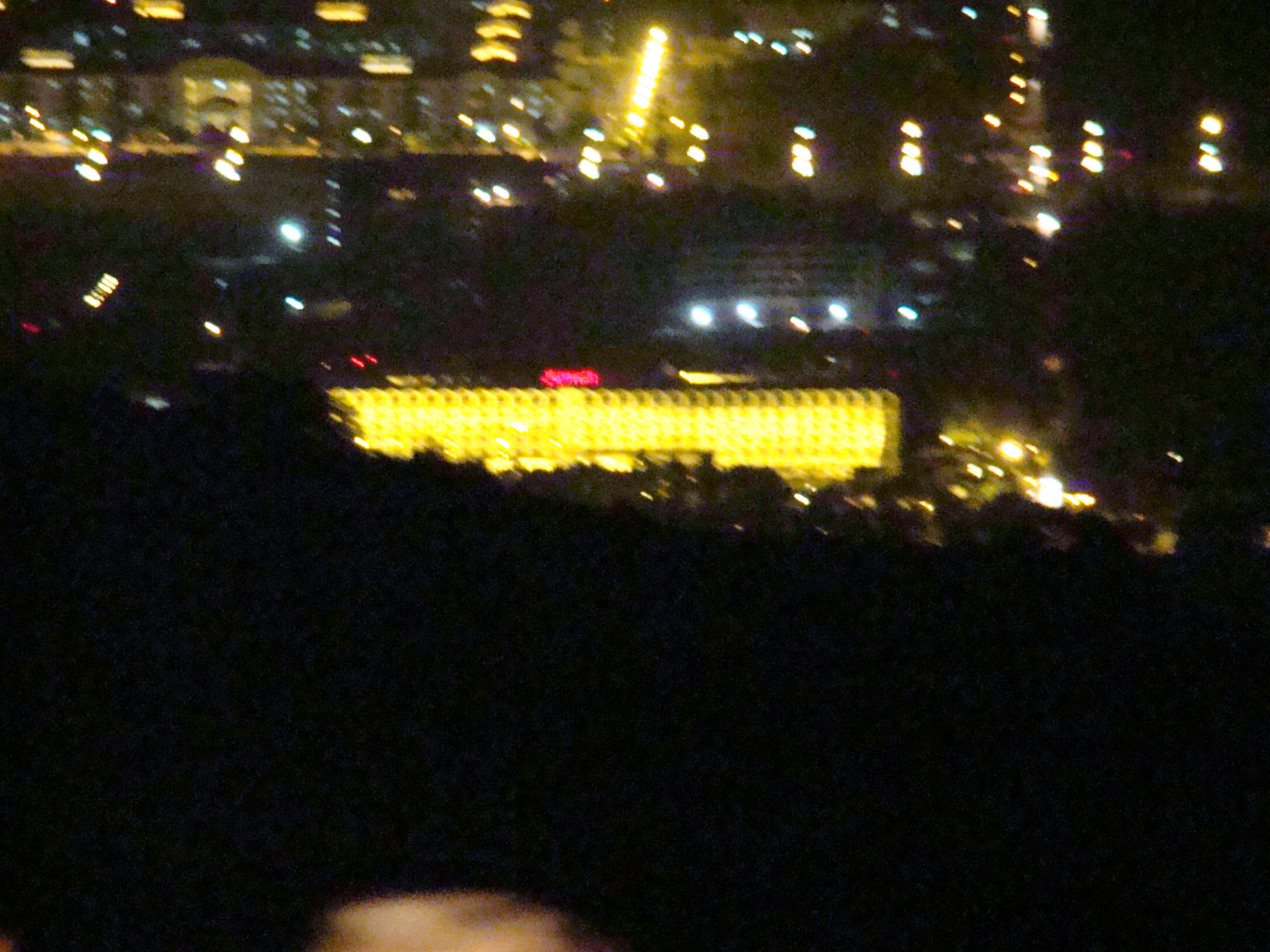
事件前のホテル

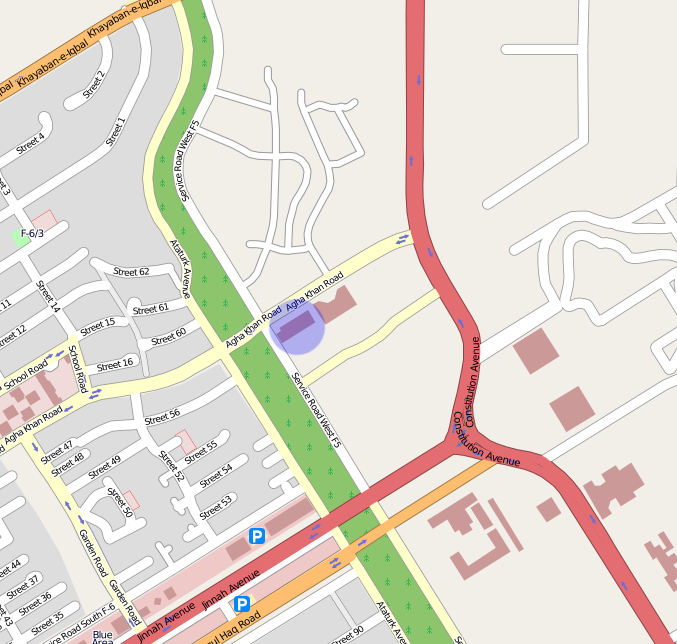
ホテル周辺の地図（青い丸がホテル）

警察の調べによると、爆発によって天然ガスが漏洩し、それに引火して火災が発生したという。爆発音は15km先まで聞こえた。
火はすぐに建物全体に燃え広がり、建物の3分の2が被害にあった。また、爆発によってフロントは完全に破壊されていた。
ホテルを所有するHashoo Groupの代表、Saddaruddin Hashwani（イスマーイール派）は、「爆薬を乗せたトラックはホテルの柵にぶつかって止まった。犯人が銃撃してきたので警備員が応戦し、全ての爆薬をその場で起爆させた。その場にいた警備員は全員死亡した。」と語っている。
この事件でアメリカ人の軍人2名、デンマーク人の諜報員1名 の死亡が確認され、アメリカ国務省の従業員1名が行方不明となっている。
チェコ人の大使である Ivo Zdarek とその友人であるベトナム人女性も死亡した。Zdarek は最初の爆発で脱出していたが、生存者の救出のために自らホテルに戻り、火災に巻き込まれて命を落とした。
また、ドイツ人6名、イギリス人4名、フロント係のフィリピン人1名が負傷した。

### ホテルが狙われた背景
事件発生時、パキスタンの最高指導者達がホテルに滞在しているはずであった。しかし直前に予定が変更され、大統領の議会演説が終わると彼らは首相官邸で夕食会を開くことになり、ホテルには向かわなかった。首相官邸はホテルからわずか数百mの距離にあった。
Rehman Malik 内務大臣兼政府顧問は、「その日は国民議会の議長が、大統領、首相、軍の指導者のためにホテルで夕食会を開催する予定であった」と語っている。
しかし、ホテルの所有者である Saddaruddin Hashwani は、過去にこのホテルでそのような会合が開かれたことは無いと言っており、Hashwani の 代理人も「政府が話しているような夕食会の予約は一切入っていなかった」と述べている。
Rehman Malik はさらに、「大統領とユースフ・ラザー・ギーラーニー首相がともにテロを非難し、撲滅への強い決断を表明した。そして法務大臣は、これはパキスタンの"9・11"だと述べた」と語った。

### 使用された爆薬
Rehman Malik によると、トリメチレントリニトロアミン(RDX)とトリニトロトルエン(TNT)が使われた。RDXとTNTを混合してできた爆薬（トーペックスかH6とみられる）に、爆発力を強めるためのモルタル、弾薬、アルミニウム粉を加えたものが使用された。使用されたRDXは約600kg(1300ポンド)とされる。なお、トーペックスは同じ重さのTNTに比べて1.5倍の威力を持っている。爆発音は数km-十数km離れたところからでも聞こえたという。
また、警備員が最初に小さい爆発を聞いてから4分後に大きな爆発が起こったことから、遅延爆弾になっていた可能性も指摘されている。